# Становое (Северо-Казахстанская область)
Становое (каз. Становое) — село в Мамлютском районе Северо-Казахстанской области Казахстана. Входит в состав Воскресеновского сельского округа. Код КАТО — 595235400.

## География
Находится в 20-ти километрах от районного центра. В 5 км к северо-западу находится озеро Пёстрое. В 3 км к югу от села находится озеро Становое.

## История
Село было основано татарами на месте укрепления Становая, т. н. Горькой линии (см. Российские укреплённые линии), валы которой сохранились до сих пор.

## Население
В 1999 году население села составляло 313 человек (151 мужчина и 162 женщины). По данным переписи 2009 года, в селе проживало 196 человек (102 мужчины и 94 женщины).